# 526e division d'infanterie
La 526e division d'infanterie (en allemand : 526. Infanterie-Division ou 526. ID) est une des divisions d'infanterie de l'armée allemande (Wehrmacht) durant la Seconde Guerre mondiale.

## Historique
- 15 octobre 1939 : La 526. Infanterie-Division est formée à Cologne par le reclassement des gardes-frontières de la Grenzwacht-Abschnitt-Kommandos 9
- 28 mai 1940 : La division est transférée dans le Wehrkreis VI pour l'évacuation des prisonniers de guerre, puis elle est utilisée pour sécuriser la frontière entre la Belgique et la Hollande.
- 15 décembre 1941 : La division est dissoute
- 20 décembre 1941 : L'état-major de la division dissoute est renommé Division Aachen
- 28 septembre 1942 : La Division Nr. 526 est formée à partir de la Division Aachen. L'état-major dirige des unités de remplacement dans l'ouest du Wehrkreis VI
- 1943 : L'état-major est transféré au quartier général de la division à Wuppertal
- Septembre 1944 : La division est mobilisée pour l'opération Walküre lors de l'attaque aérienne britannique à Arnhem. À la suite de cette opération, l'état-major est assigné au Groupe d'armées G par l'OB West dans le Rheinpfalz comme groupe de combat. À la suite de cela, le projet de reconversion de la division en 526. Reserve-Division n'aura pas lieu. Les unités de la division sont dispersées comme soutien pour d'autres unités du front.

## Organisation

### Commandants

#### 526. Infanterie-Division et Division Aachen
| Date                               | Grade           | Commandant                              |
| ---------------------------------- | --------------- | --------------------------------------- |
| 25 octobre 1939 - 15 novembre 1940 | Generalleutnant | Hans von Sommerfeld                     |
| 15 novembre 1940 - 7 mars 1941     | Generalleutnant | Günther Freiherr von Hammerstein-Equord |
| 7 mars 1941 - 28 septembre 1942    | Generalleutnant | Fritz Kühne                             |

#### Division Nr. 526
| Date                             | Grade           | Commandant   |
| -------------------------------- | --------------- | ------------ |
| 28 septembre 1942 - 15 mars 1944 | Generalleutnant | Fritz Kühne  |
| 15 mars 1944 - Septembre 1944    | Generalleutnant | Kurt Schmidt |

## Théâtres d'opérations
- Ligne Siegfried : Octobre 1939 - Septembre 1942
- Allemagne : Septembre 1942 - Mai 1945

## Ordres de bataille
Décembre 1944
Regiment Franz
Festungs-Regiments-Stab 21
Septembre 1944
Grenadier-Ersatz- und Ausbildungs-Regiment 211
Grenadier-Ersatz- und Ausbildungs-Regiment 253
Grenadier-Ersatz- und Ausbildungs-Regiment 536
Artillerie-Ersatz-Regiment 16
Pionier-Ersatz- und Ausbildungs-Bataillon 253
Novembre 1942
Grenadier-Ersatz-Regiment 211
Grenadier-Ersatz-Regiment 536
Artillerie-Ersatz-Regiment 26 (bis 1943)
Artillerie-Ersatz-Regiment 16 (ab 1943)
Kraftfahr-Ersatz-Abteilung 6
Kraftfahr-Ausbildungs-Abteilung 6
Kraftfahr-Ersatz-Abteilung 26
Kraftfahr-Ausbildungs-Abteilung 26
Pionier-Ersatz-Bataillon 16
Pionier-Ersatz-Bataillon 253
Pionier-Ausbildungs-Bataillon 16
Pionier-Ausbildungs-Bataillon 253
Fla-Ersatz-Bataillon 103
1939-1941
- Grenzwacht-Regiment 6
- Grenzwacht-Regiment 16

Prévu pour la 526. Reserve-Division
- Reserve-Grenadier-Regiment 253
- Reserve-Grenadier-Regiment 416
- Reserve-Grenadier-Regiment 536
- Reserve-Artillerie-Abteilung I/76
- Reserve-Pionier-Bataillon 253
- Reserve-Nachrichten-Kompanie 526
- Divisions-Versorgungsregiment 526